# Kaczki (Białoruś)
Kaczki (biał. Качкі, Kaczki; ros. Качки, Kaczki) – wieś na Białorusi, w obwodzie grodzieńskim, w rejonie świsłockim, w sielsowiecie Niezbodzicze, nad Kołonną i w pobliżu granicy z Polską.
Wieś graniczy z Parkiem Narodowym „Puszcza Białowieska”.

## Historia
W XIX i w początkach XX w. położone były w Rosji, w guberni grodzieńskiej, w powiecie wołkowyskim, w gminie Dobrowola.
W dwudziestoleciu międzywojennym leżały w Polsce, w województwie białostockim, w powiecie wołkowyskim, w gminie Świsłocz. W 1921 miejscowość liczyła 74 mieszkańców, zamieszkałych w 25 budynkach, w tym 53 Polaków i 21 Białorusinów. 67 mieszkańców było wyznania prawosławnego, 4 mojżeszowego i 3 rzymskokatolickiego.
Po II wojnie światowej w granicach Związku Sowieckiego. Od 1991 w niepodległej Białorusi.